# Effusie (natuurkunde)
In de natuur- en scheikunde is effusie het proces waarin een gas ontsnapt uit een container door een gat met een diameter van minder dan de vrije weglengte van de moleculen.
Het gas ontsnapt door het verschil in druk tussen die in en buiten de container. Zodra de diameter van het gat groter is dan de vrije weglengte van de moleculen, treedt er diffusie op.